# Континентальна Європа

Континентальна Європа

Континентальна Європа — широко використовуване позначення, яке вказує на територію Європи, розташовану на європейському континенті (материк Євразія). У поняття не включені європейські країни, розташовані на островах (Велика Британія, Ісландія, Ірландія та ін.). 

## Див. тж.
- Континентальна філософія
- Лінія Гайнала
- Географічний центр Європи